# Rhamphocharis crassirostris
Il beccabacche maculato (Rhamphocharis crassirostris Salvadori, 1876) è un uccello passeriforme della famiglia Melanocharitidae, unica specie ascritta al genere Rhamphocharis Salvadori, 1876.

## Etimologia
Il nome scientifico del genere, Rhamphocharis, deriva dall'unione delle parole greche ῥαμφος (rhamphos, "becco") e χαρις (kharis, "grazia", ma ancora più come assonanza a Melanocharis), in riferimento al fatto che questi uccelli sono affini ai beccabacche del genere Melanocharis, rispetto ai quali possiedono becco più lungo: il nome della specie, crassirostris, deriva invece dal latino e significa "dal becco spesso". Il nome comune è invece un riferimento alla livrea di questi uccelli.

## Descrizione

### Dimensioni
Misura 11–14 cm di lunghezza, con tendenza ad aumentare le dimensioni in direttrice NO-SE.

### Aspetto

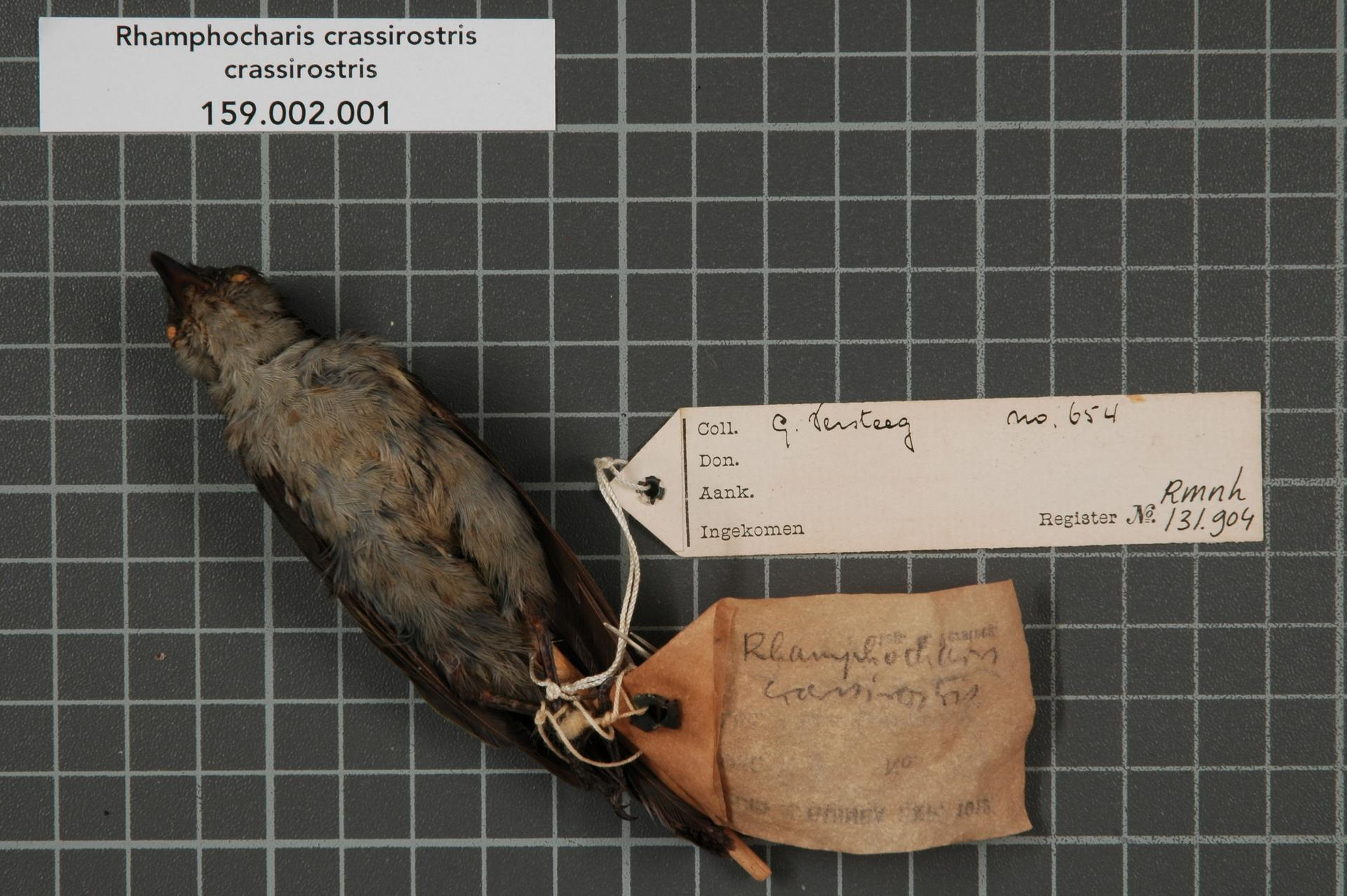
Visione ventrale di maschio impagliato.

Si tratta di uccelli dall'aspetto paffuto, muniti di testa allungata e con collo corto (sì da sembrare direttamente incassata nel corpo), forti zampe, coda rettangolare e becco piuttosto lungo (quanto la testa o poco meno) e lievemente ricurvo verso il basso.
Il piumaggio presenta dicromatismo sessuale: nei maschi in amore la livrea è quasi interamente di colore bruno scuro, con le penne di gola, petto, ventre e fianchi dalla punta orlata di bianco, a dare l'effetto maculato al quale la specie deve il proprio nome comune. Le femmine e i maschi in eclisse, invece, presentano fronte, vertice, dorso, ali e coda di colore grigio-nerastro (con evidenti sfumature bruno-dorate su quest'ultima e sulle remiganti), mentre gola, petto, ventre e fianchi sono di colore grigio-biancastro, con tendenza a schiarirsi divenendo biancastro sul sottocoda.
In ambedue i sessi becco e zampe sono di colore nerastro, mentre gli occhi sono di colore bruno scuro.

## Biologia
Si tratta di uccelli dalle abitudini diurne e solitarie, che si muovono fra gli alberi passando la maggior parte della giornata alla ricerca di cibo, facendo di tanto in tanto udire il loro richiamo, che comincia alto e sibilante e prosegue in suoni calanti e fischiati.

## Alimentazione
Si tratta di uccelli onnivori, la cui dieta consta perlopiù di frutti morbidi (soprattutto fichi) e bacche, ma comprende anche insetti ed altri piccoli invertebrati reperiti sondando le cavità e le spaccature dei tronchi col lungo becco.

### Riproduzione
Sono stati osservati esemplari giovani durante il mese di settembre, il che farebbe pensare a un periodo riproduttivo coincidente col termine della stagione delle piogge: mancano altre informazioni.

## Distribuzione e habitat
Il beccabacche maculato è endemico della Nuova Guinea, della quale abita l'asse montuoso centrale, oltre alle aree montuose della penisola di Huon, della penisola di Doberai e le montagne Foja.
L'habitat di questi uccelli è rappresentato dal limitare della foresta pluviale montana, con predilezione per le aree di foresta secondaria: questi uccelli si spingono inoltre senza problemi nei giardini e nei parchi delle aree suburbane in prossimità della foresta.

## Tassonomia
Se ne riconoscono due sottospecie:
- Rhamphocharis crassirostris crassirostris Salvadori, 1876 - diffusa nella porzione occidentale dell'areale occupato dalla specie, in Irian Jaya, fino alla regione delle Terre Alte;
- Rhamphocharis crassirostris piperata (de Vis, 1898) - diffusa nella porzione orientale dell'areale occupato dalla specie, in Papua Nuova Guinea.

Alcuni autori riconoscerebbero inoltre una sottospecie interposita delle Star Mountains (sinonimizzata con la nominale) ed una sottospecie viridescens dell'area di Lae (sinonimizzata con piperata): quest'ultima, più grande e dal becco in proporzione più lungo rispetto alla sottospecie nominale, viene da alcuni considerata una specie a sé stante col nome di R. piperata.
Il beccabacche maculato dovrebbe secondo alcuni essere ascritto al genere Melanocharis, tuttavia le sue peculiarità rispetto ad esso sono tali da renderne giustificata per la maggior parte degli studiosi l'appartenenza a un proprio genere monotipico, pur nella stessa famiglia.